# Capelletes de Mataró
Les Capelletes de Mataró són un conjunt d'una quarantena de petites capelles que es troben en fornícules a les façanes de diversos edificis als carrers del municipi de Mataró (Maresme).
El conjunt d'aquestes capelles forma part de l'Inventari del Patrimoni Arquitectònic de Catalunya amb el nom genèric de Capelles de carrer i estan protegides com a bé cultural d'interès local, tant en conjunt com moltes d'elles a títol individual, esmentades com a capelleta.

## Descripció
A la ciutat de Mataró, es conserven bastantes capelletes a les façanes d'habitatges particulars. Actualment n'existeixen una quarantena, la gran majoria al centre i a l'Eixample. També n'hi ha que formen part de la façana d'esglésies o edificis públics. Generalment les imatges són de sants, alguns d'ells patrons dels carrers que porten el mateix nom, tot i que també es veneren diverses marededeus, així com santcrists i àngels.
La gran majoria són d'estil popular, i reprodueixen en petit l'estil tradicional de les capelles. També se'n poden veure algunes d'estil menys clàssic o reformades modernament com ara la de la Font del Sant Crist. També n'hi ha alguna de caràcter monumental com la de Sant Sebastià, i d'altres que només són mosaics plans de rajola. Hi ha una fornícula buida al carrer Santa Marta, i al menys una de referenciada al vestíbul d'un habitatge privat

## Inventari
| Nom                        | Tipus     | Format             | Localització                                             | Coordenades                                                  | Id. IPAC / BCIL                          | Observacions                                                                                                | Imatge |
| -------------------------- | --------- | ------------------ | -------------------------------------------------------- | ------------------------------------------------------------ | ---------------------------------------- | --- | ------ |
| Immaculada Concepció       | marededeu | fornícula          | c/ Concepció, 12                                         | 41° 32′ 22.31″ N, 2° 26′ 25.48″ E / 41.5395306°N,2.4404111°E | 39752 / 2997-I                           | |        |
| Sant Crist                 | santcrist | font i fornícula   | Camí Fondo, 1                                            | 41° 32′ 35.06″ N, 2° 26′ 46.48″ E / 41.5430722°N,2.4462444°E | 39760 / 3010-I                           | Antiga font del Sant Crist d'en Fogueres del Torrent, o font del Camí Fondo (segle xviii). Reforma moderna. |        |
| Mare de Déu dels Àngels    | marededeu | fornícula          | Portal de Valldeix, 12                                   | 41° 32′ 31.61″ N, 2° 26′ 46.26″ E / 41.5421139°N,2.4461833°E | 39818 / 3086-I                           | |        |
| Beat Salvador              | sant      | fornícula          | Plaça del Beat Salvador, 9                               | 41° 32′ 23.64″ N, 2° 26′ 51.45″ E / 41.5399000°N,2.4476250°E | 39726 / 2958-I                           | |        |
| Mare de Déu del Carme      | marededeu | fornícula          | c/ Barcelona, 5                                          | 41° 32′ 18″ N, 2° 26′ 43″ E / 41.538384°N,2.445221°E         | 39721 / 2903-I                           | |        |
| Mare de Déu del Carme      | marededeu | fornícula          | c/ Sant Josep, 52                                        | 41° 32′ 20.98″ N, 2° 26′ 32.85″ E / 41.5391611°N,2.4424583°E | 39887 / 3193-I                           | |        |
| Domènec de Guzmán          | sant      | fornícula          | c/ Argentona 34                                          | 41° 32′ 28″ N, 2° 26′ 33″ E / 41.54111°N,2.44250°E           | 39718 / 2895-I                           | Refeta 1999                                                                                                 |        |
| Sant Roc                   | sant      | fornícula          | c/ Argentona, 16                                         | 41° 32′ 28″ N, 2° 26′ 36″ E / 41.541172°N,2.443415°E         | 39700 / 2889-I                           | |        |
| Sant Crist                 | santcrist | fornícula          | Camí Ral, 235                                            | 41° 32′ 20.78″ N, 2° 26′ 57.64″ E / 41.5391056°N,2.4493444°E |                                          | |        |
| Sant Llorenç (màrtir)      | sant      | fornícula          | Muralla de Sant Llorenç, 32                              | 41° 32′ 18.52″ N, 2° 26′ 39.32″ E / 41.5384778°N,2.4442556°E | 33754 / 3196-I                           | |        |
| Sant Simó                  | sant      | fornícula          | c/ Sant Simo, 1                                          | 41° 32′ 25.99″ N, 2° 26′ 49.17″ E / 41.5405528°N,2.4469917°E | 39889 / 3199-I                           | |        |
| Sant Sebastià              | sant      | capella oberta     | c/ Barcelona 2                                           | 41° 32′ 17.55″ N, 2° 26′ 42.12″ E / 41.5382083°N,2.4450333°E | 8639 / 2902-I                            | Segle XVII. Restaurada 1985. Escultura de Perecoll                                                          |        |
| Mare de Déu del Bon Viatge | marededeu | buida              | Camí Ral, 253                                            | 41° 32′ 19.73″ N, 2° 26′ 55.24″ E / 41.5388139°N,2.4486778°E | 39829 / 3104-I                           | |        |
| Les Santes                 | santes    | fornícula          | c/ d'en Pujol, 19                                        | 41° 32′ 21″ N, 2° 26′ 45″ E / 41.53917°N,2.44583°E           | 8721 / 3100-I                            | Segle XX (1979's). Escultura de Cusachs                                                                     |        |
| Les Santes                 | santes    | escultura          | c/ Beata Maria, 3 Museu Arxiu de Santa Maria de Mataró   | 41° 32′ 26″ N, 2° 26′ 47″ E / 41.54056°N,2.44639°E           | 8721 / 3100-I                            | Escultura de la anterior capelleta del c/ d'en Pujol 23 obra del ceramista Florentí Serra "Tinet"           |        |
| Mare de Déu dels Dolors    | marededeu | fornícula          | c/ Beata Maria, 5                                        | 41° 32′ 26.25″ N, 2° 26′ 48.27″ E / 41.5406250°N,2.4467417°E | 39729 / 2964-I                           | |        |
| Sant Jaume el Major        | sant      | fornícula          | Carreró, 11                                              | 41° 32′ 24.02″ N, 2° 26′ 42.3″ E / 41.5400056°N,2.445083°E   |                                          | |        |
| Sant Jaume el Major        | sant      | fornícula          | c/ Hospital 31, Hospital de Sant Jaume i Santa Magdalena | 41° 32′ 23″ N, 2° 26′ 56″ E / 41.539738°N,2.448949°E         | 8654 / 3031-I                            | Fornícula damunt la porta de la capella                                                                     |        |
| Sant Antoni de Padua       | sant      | fornícula          | c/ d'en Moles, 18                                        | 41° 32′ 25″ N, 2° 26′ 35″ E / 41.54028°N,2.44306°E           | 39810 / 3065-I                           | |        |
| Sant Desideri              | sant      | fornícula          | c/ d'en Pujol, 48                                        | 41° 32′ 22″ N, 2° 26′ 48″ E / 41.539550°N,2.446691°E         | 39828 / 3103-I                           | |        |
| Sant Gaietà                | sant      | fornícula          | c/ d'en Pujol, 43-45                                     | 41° 32′ 22″ N, 2° 26′ 47″ E / 41.53944°N,2.44639°E           | 39827 / 3102-I                           | |        |
| Sant Rafael                | àngel     | fornícula          | c/ el Torrent, 42                                        | 41° 32′ 22.39″ N, 2° 26′ 28.22″ E / 41.5395528°N,2.4411722°E | 39827 / 3102-I                           | |        |
| Sant Josep de Calassanç    | sant      | fornícula          | c/ Nou, 25                                               | 41° 32′ 27.1″ N, 2° 26′ 43.48″ E / 41.540861°N,2.4454111°E   | 39811 / 3073-I                           | |        |
| Sant Josep de Calassanç    | sant      | estàtua            | Baixada de Santa Anna 2 Escola Pia                       | 41° 32′ 21″ N, 2° 26′ 50″ E / 41.53917°N,2.44722°E           |                                          | |        |
| Sant Francesc              | sants     | fornícula          | c/ Sant Francesc d'Assís, 1-1 bis                        | 41° 32′ 17″ N, 2° 26′ 43″ E / 41.538029°N,2.445150°E         | 39878 / 3175-I                           | |        |
| Antoni de Pàdua            | sant      | fornícula          | c/ Sant Antoni, 37                                       | 41° 32′ 13″ N, 2° 26′ 50″ E / 41.53694°N,2.44722°E           | 39867 / 3159-I                           | |        |
| Sant Cristòfor             | sant      | fornícula          | c/ Sant Cristòfor, 5                                     | 41° 32′ 23″ N, 2° 26′ 48″ E / 41.53972°N,2.44667°E           | 39874 / 3168-I                           | |        |
| Sant Elm o Sant Telm       | sant      | fornícula          | c/ Sant Antoni, 69                                       | 41° 32′ 11.61″ N, 2° 26′ 53.11″ E / 41.5365583°N,2.4480861°E | 39870 / 3163-I                           | |        |
| Sant Agustí                | sant      | fornícula          | c/ Sant Agustí, 10                                       | 41° 32′ 12.45″ N, 2° 26′ 41.28″ E / 41.5367917°N,2.4448000°E | 39853 / 3184-I                           | |        |
| Sant Joan Baptista         | sant      | fornícula          | c/ Sant Joan, 29                                         | 41° 32′ 15.73″ N, 2° 26′ 54.22″ E / 41.5377028°N,2.4483944°E | 39884 / 3144-I                           | Guarniment sumptuós entorn les festes de Sant Joan (24 de juny)                                             |        |
| Sant Pere                  | sant      | fornícula          | c/ Sant Pere, 41                                         | 41° 32′ 17.01″ N, 2° 26′ 59.58″ E / 41.5380583°N,2.4498833°E | 39888 / 3197-I                           | 1964 |        |
| Sant Àngel Custodi         | angel     | fornícula          | c/ la Riera, 32-34-36                                    | 41° 32′ 21″ N, 2° 26′ 42″ E / 41.539287°N,2.445009°E         | 39842 / 3120-I                           | |        |
| No identificat             | sant      | fornícula          | c/ de l'Esplanada 59 Convent de les Monges Caputxines    | 41° 32′ 41″ N, 2° 26′ 42″ E / 41.544759°N,2.445027°E         | 414 / 3009-I                             | Fornícula damunt la porta d'entrada al convent                                                              |        |
| Verge no identificada      | marededeu | fornícula          | Plaça del Fossar Xic Basílica de Santa Maria             | 41° 32′ 27″ N, 2° 26′ 50″ E / 41.540861°N,2.447085°E         | 413 / BCIN 362-MH-EN / BIC RI-51-0010146 | Fornícula damunt la porta d'entrada lateral a la basílica                                                   |        |
| Jesús                      | Jesucrist | fornícula          | c/ la Riera 122 - 124 Col·legi Valldemia                 | 41° 32′ 38″ N, 2° 26′ 35″ E / 41.543808°N,2.443116°E         | 8680 / 3142-I                            | escultura de la façana                                                                                      |        |
| Sant Jordi                 | sant      | rajoles ceràmiques | c/ Santa Marta, 46                                       | 41° 32′ 15″ N, 2° 26′ 38″ E / 41.537374°N,2.443825°E         |                                          | |        |
| Antoni de Pàdua            | sant      | rajoles ceràmiques | c/ Sant Cugat, 9                                         | 41° 32′ 12″ N, 2° 26′ 26″ E / 41.536620°N,2.440450°E         |                                          | Part d'un antic rètol comercial                                                                             |        |
| Sant Magí                  | sant      | desapareguda       | Baixada Sant Simó, 6                                     | 41° 32′ 31″ N, 2° 26′ 56″ E / 41.541915°N,2.448768°E         |                                          | |        |
| Puríssima                  | marededeu |                    | la Riera, 67 Can Palau                                   | 41° 32′ 24″ N, 2° 26′ 40″ E / 41.54000°N,2.44444°E           | 33684 / 3128-I                           | 1683 /casa privada, no visitable                                                                            |        |

## Capelleta de la Immaculada Concepció
La Capelleta de la Immaculada Concepció és una capelleta votiva dedicada a la Immaculada Concepció. Fornícula amb arc de mig punt, marc de fusta envernissada i vidriera protegida per un petit relleu.

## Font i capelleta del Sant Crist
La Font i Capelleta del Sant Crist és una obra de Mataró (Maresme) protegida com a bé cultural d'interès local. La font és revestida de marbre blanc i rosat, contornejat per elements metàl·lics daurats que també emmarquen la capella del Sant Crist. La pica és formada amb ferro envellit. A les franges laterals dues inscripcions expliquen l'origen de la font i documenten la construcció de les fonts anteriors i la font actual.
A la fi del segle xviii es construeix la font del Sant Crist d'en Fogueres del Torrent, o font del Camí Fondo. Ubicada a la zona de pas obligat pels pagesos dels veïnats de Valldeix i Mata que anaven a vendre a la plaça Gran. Estava situada en un xamfrà fora muralla amb molt visibilitat des del portal de Valldeix.

## Capelleta de la Mare de Déu dels Àngels
La Capelleta de la Mare de Déu dels Àngels és una obra de Mataró (Maresme) protegida com a bé cultural d'interès local. Capelleta votiva dedicada a la Mare de Déu dels Àngels. Fornícula amb arc peraltat aguantat per pilastres, formant part de la composició de la façana.